# Tornerai/53 53 456
Tornerai/53 53 456 è il quattordicesimo 45 giri della cantante pop italiana Raffaella Carrà, pubblicato nel 1975 dall'etichetta discografica CGD e distribuito dalle Messaggerie Musicali di Milano.

## Il disco
Come il precedente anche questo singolo anticipa due brani poi inseriti nell'album Forte forte forte del 1976.
Arrangiamenti e direzione d'orchestra di Paolo Ormi.

## Tornerai
Cover dell'omonimo brano del 1937, scritto da Nino Rastelli e musicato Dino Olivieri, inciso da uno svariato numero di artisti.
Gli autori si ispirarono al celebre coro a bocca chiusa dall'opera lirica di Giacomo Puccini Madama Butterfly.
Venne utilizzato come sigla di raccordo nella 35ª edizione della trasmissione radiofonica Gran varietà, condotta da Raffaella insieme a Paolo Villaggio.

## 5353456e0303456
Scritta da Gianni Boncompagni era il lato b del disco.
Poiché il titolo corrispondeva a un numero di telefono realmente esistente, il brano fu ritirato dal commercio e sostituito da 03 03 456.
Solo sui CD del cofanetto antologico Raffica - Balletti & Duetti del 2008 compaiono entrambe le versioni in italiano.
Analoga sorte è toccata anche alla versione in spagnolo (testo sempre di Boncompagni) incisa da Raffaella in alcune edizioni latine dell'album.
Nella terza edizione (93/94) della trasmissione Non è la Rai, Letizia Mongelli ne canta una cover, doppiando Ilaria Galassi.
Incisione inserita nella compilation Non è la Rai sTREnna del 1993 (RTI Music, RTI 1048-2).
Nel 1999 negli album di remix Fiesta - I grandi successi per l'Italia e Fiesta - Grandes Éxitos per i mercati latini, Raffaella ripropone la canzone in versione dance, cantando in spagnolo con Natalia Oreiro.
La versione spagnola della canzone è stata censurata per via del significato erotico presente nel testo. Nella canzone Raffaella parla di autoerotismo, sottolineando il fatto che il suo dito è arrossato per tutte le volte in cui si è masturbata in assenza del suo uomo. Fa inoltre intendere che non ne può più di aspettarlo e che spera che torni a casa.

## Tracce
Lato A
1. Tornerai – 4:15 (testo: Nino Rastelli – musica: Dino Olivieri; edizioni musicali Leonardi)

Lato B
1. 53 53 456 – 3:15 (Gianni Boncompagni; edizioni musicali Sugar Music)